# Municipio de Bristol (condado de Worth)
Bristol Township es un municipio del condado de Worth, Iowa, Estados Unidos. Según el censo de 2020, tiene una población de 439 habitantes.
Es una subdivisión exclusivamente geográfica, puesto que el estado de Iowa no utiliza la herramienta de los townships como gobiernos municipales.

## Geografía
Está ubicado en las coordenadas 43°22′45″N 93°26′18″O / 43.37917, -93.43833. Según la Oficina del Censo de los Estados Unidos, tiene una superficie total de 93.06 km², de la cual 90.55 km² corresponden a tierra firme y 2.51 km² son agua.

## Demografía
Según el censo de 2020, hay 439 personas residiendo en la zona. La densidad de población es de 4.85 hab./km². El 92.94 % de los habitantes son blancos, el 1.14 % son afroamericanos, el 0.23 % es asiático, el 1.14 % son de otras razas y el 4.56 % son de una mezcla de razas. Del total de la población, el 5.92 % son hispanos o latinos de cualquier raza.